# Ofanim

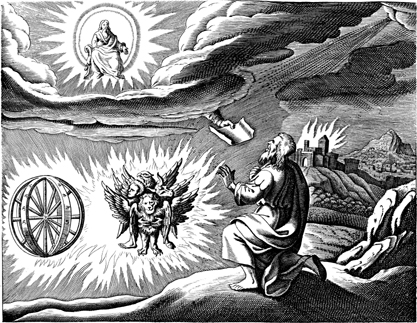
Una representación tradicional de la visión de la carroza, basada en la descripción en Ezekiel.

El vocablo ofanim  (en hebreo "ruedas" אוֹפַנִּים ’ōphannīm; singular: אוֹפָן ’ōphān, ofan), también llamado galgalim (galgallim, גַּלְגַּלִּים - "esferas", "ruedas", "torbellinos"; singular: galgal, גַּלְגַּל) hace referencia a las ruedas observadas en la visión de Ezequiel de un carro (Hebreo merkabah) en Ezekiel 1:15-21. Uno de los Manuscritos del Mar Muerto (4Q405) los presenta como ángeles; y en secciones hacia el final del Libro de Enoc (61:10, 71:7) se los representa como una clase de seres celestiales quienes (junto con el querubín y el serafín) no duermen nunca, y cuidan el trono de Dios.
Estas "ruedas" han sido asociadas con el versículo de la Biblia Daniel 7:9 (mencionada como galgal, tradicionalmente "las ruedas de  galgallin", en "llamas feroces" y "fuego ardiente") de las cuatro ruedas cubiertas de ojos (cada una compuesta de dos ruedas adosadas), que acompañan al  querubín alado, debajo de Dios. Las cuatro ruedas acompañan al querubín porque el espíritu del querubín mora en ellas. En las secciones finales del Segundo Libro de Enoc (20:1, 21:1) se hace referencia a las mismas como "las que tienen muchos ojos".
El Libro de Enoc (71.7) parece indicar que los ofanim se encuentran asociados con "Tronos" en el cristianismo cuando los enuncia a todos, en orden: "...en su entorno estaban Serafin, Querubin, y Ofanim".

## Función y filosofía
Estos príncipes angelicales son nombrados como "Ofanim, Ruedas de Galgalliir". Se dice que eran las ruedas reales del Carro Celestial de Dios (Merkabah)."Las cuatro ruedas tuvieron los brocales y radios, y sus brocales estaban llenos de ojos redondos. Son también frecuentemente conocidos como "los de muchos ojos."

## Ophanim en tradiciones espirituales concretas

### Ophanim En judaísmo
Maimonides nombra a Ophanim como el más cercano de los ángeles a Dios en su exposición de la jerarquía de ángeles judíos.
https://es.wikipedia.org/wiki/Anexo:Jerarqu%C3%ADa_ang%C3%A9lica_jud%C3%ADa

#### En la oración
El kedushah es la oración de la mañana  (las bendiciones que preceden el Shema) incluye la frase, "El ophanim y las criaturas vivientes santas con alboroto grande levantan ellos arriba; de frente al seraphim  ofrecen elogio, refrán, 'Bendita sea la gloria de HaShem desde Su Lugar" Ezequiel 3:12. La inspiración detrás de este paso particular es Ezekiel  visión (ch. i.). El tema de los ángeles que alaban al Creador fue un tema tratado por los Paytanim (poetas litúrgicos judíos).
Ophanim está mencionado en la oración de Adon, a menudo cantada por la congregación, como parte del tradicional servicio de mañana en Shabbat. En este servicio, estos ángeles preguntan "¿Dónde se encuentra el Lugar de su Presencia, a fin de reverenciarlo? y Frente a Ellos alaban y dicen..." 
La jerarquía de los tronos y las ruedas suelen diferir en el orden de las mismas, por ejemplo RaMBaM Z"L" los lista en el primer lugar de su jerarquía angelical.

### Tronos en la Iglesia ortodoxa
De Coelesti Hierarchia se refiere a los Tronos (de la descripción del Antiguo Testamento) como el tercer Orden de la primera esfera, los otros dos órdenes superiores son los Querubines y Serafines. Se menciona que " El nombre de los Tronos más gloriosos y exaltados denota lo que está exento y no está contaminado por ninguna base y cosa terrenal, y el ascenso súper mundano por la empinada pendiente. Porque estos no tienen parte en lo que es más bajo, sino que habitan en el poder más pleno, establecido de manera inamovible y perfecta en el Altísimo, y reciben la Divina Inmanencia por encima de toda pasión y materia, y manifiestan a Dios, estando atentamente abiertos a las participaciones divinas. " Este punto de vista también fue aceptado por la Iglesia Católica y por Santo Tomás de Aquino .

### Señores de la Llama en las Enseñanzas de Esoterismo Occidental
La concepción del cosmo de Rosicrucian se refiere a los Señores de la Llama" la Jerarquía de Elohim astrológicamente  asignado a Leo, son los Tronos (de la descripción del Testamento Viejo, "debido a la luminosidad brillante de sus cuerpos y sus poderes espirituales grandes."); Otras dos jerarquías superiores son también el Cherubim y Seraphim. Según esta concepción, el ser celestial Seraphim y Cherubim así como el Ophanim continúa ayudando a los humanos en su evolución espiritual; como los Arcángeles celestiales y Ángeles.